# Ćwierć (miara)

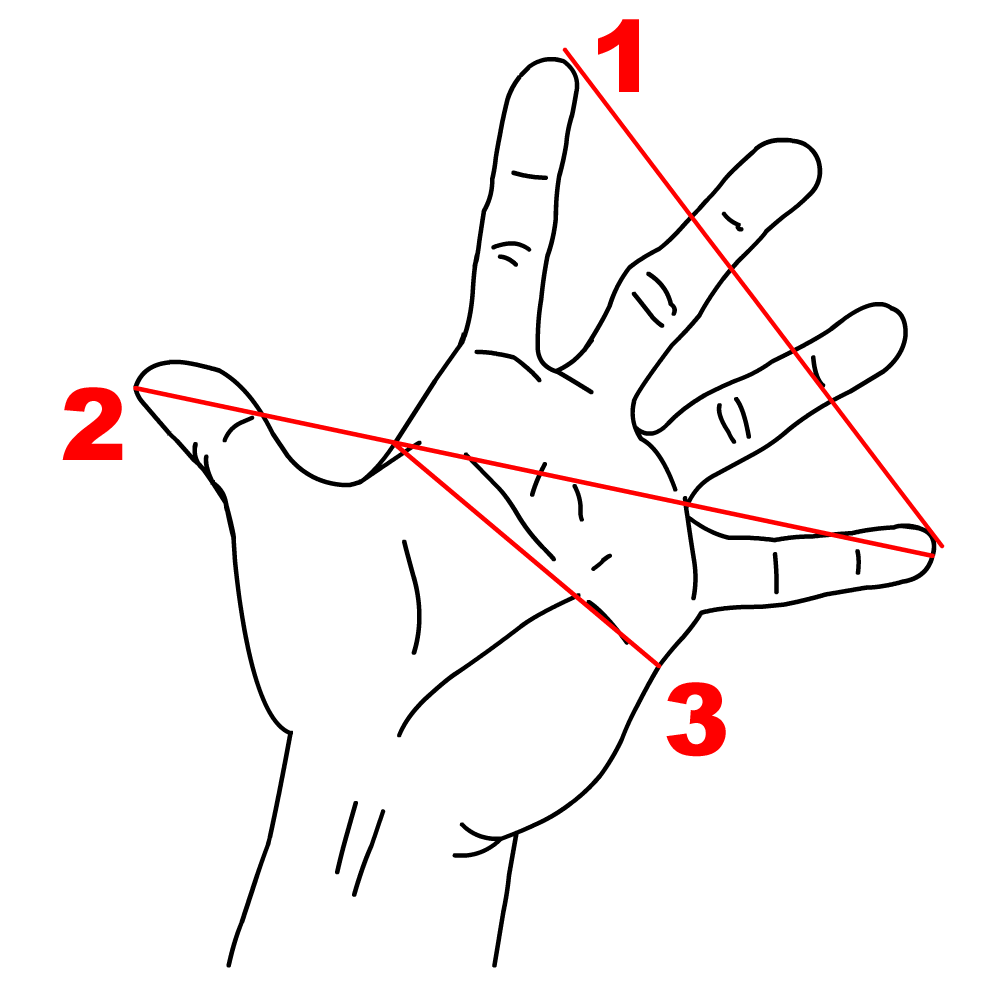
Dawne jednostki miar związane z wymiarami dłoni
1: Ćwierć
2: Piędź
3: Dłoń

Ćwierć – dawna polska jednostka miary długości, odpowiadała 1/4 części łokcia. Stanowiło to 14,89 cm (po 1764 roku, w systemie miar staropolskich), natomiast po 1819 roku 14,4 cm (w systemie miar nowopolskich).